# Ineos
Ineos es una empresa multinacional británica de propiedad privada con sede en Londres, y con oficinas registradas en Lyndhurst y el propio Londres. Está entre las dos empresas de productos químicos más importantes del mundo medida por cifra de negocios, que en la actualidad ascienden a unos 90.000 millones de dólares. Jim D. Ratcliffe es el fundador, presidente y socio mayoritario. Se organiza en alrededor de 20 unidades de negocio independientes, cada una con su propia junta directiva. Una de esas líneas de negocio propone construir un vehículo todoterreno similar al descontinuado por la empresa automotriz Jaguar Land Rover, el Land Rover Defender, licenciado por Ineos como Ineos Grenadier, el cual empezaría a ser construido desde 2021.
Ineos busca dar a conocer su marca en el mundo a través del deporte, patrocinando desde 2019 al equipo británico de ciclismo Team Ineos, tomando la herencia del antiguo patrocinador Sky. En el fútbol busca destacarse tras haber adquirido en agosto de 2019 al equipo francés OGC Niza, con el propósito que el participante de la Ligue 1 dispute de manera continua competencias europeas. Ineos y Ratcliffe también son propietarios del equipo de fútbol suizo FC Lausana, presidido por el hermano de Jim, Bob Ratcliffe. También es patrocinador principal y miembro del accionariado del equipo de Fórmula 1 Mercedes-AMG Petronas Formula One Team.
Ineos y Ratcliffe son defensores de la práctica del fracking[cita requerida] o fracturación hidráulica del suelo para extraer recursos naturales como petróleo y gas, base de su industria química. Ineos tiene proyectos en el Reino Unido de extracción utilizando esta práctica[cita requerida], aunque desde 2019 el fracking está suspendido por orden del gobierno británico luego de un informe presentado por la Autoridad de Gas y Petróleo de Reino Unido (OGA, por sus siglas en inglés), donde establece que esta práctica podría generar terremotos y no se podría predecir la magnitud de estos en la zona donde se realice, además de posiblemente generar daños ambientales de manera irreversible. Ratcliffe respondió duramente a esta suspensión calificando al gobierno británico de "cobarde" por ceder a las presiones de los ambientalistas, con quienes el dueño de Ineos no tiene una buena relación por la polémica práctica. Prueba de ello son las continuas protestas que realizan contra Ineos y Ratcliffe, la más recordada en mayo de 2019, cuando Ineos se presentó oficialmente como nuevo patrocinador del antiguo equipo de ciclísmo Sky en Doncaster, en el comienzo del Tour de Yorkshire, la mayor prueba ciclista del Reino Unido.